# Бессараба, Леонид Павлович
Бессараба Леонид Павлович (29 июля 1935, Новая Гребля, Винницкая область — 6 сентября 2018) — украинский художник-живописец, педагог. Член Национального союза художников Украины с 1983 года. Заслуженный художник Украины (2008).

## Биография
Родился 29 июля 1935 в деревне Новая Гребля Калиновского района Винницкой области. Благородная природа подольской земли, любительские предпочтения отца и матери (отец часто рисовал акварелью, карандашами родные пейзажи, а мать прекрасно шила вышиванки) повлекло к тому, что ещё будучи маленьким мальчиком проявилась тяга к искусству. А потом после окончания семи классов общеобразовательной школы, была Государственная художественная средняя школа им. Тараса Шевченко в Киеве.
В 1965 году окончил Киевский художественный институт (теперь НАОИА — Национальная академия изобразительного искусства и архитектуры). Учился у таких художников как Трохименко Карп Демьянович, Яблонская Татьяна Ниловна, Пламеницкий Анатолий Александрович.
После окончания института по приглашению ректора Хмельницкого педагогического училища (теперь ХГПА — Хмельницкая гуманитарно-педагогическая академия) становится преподавателем изобразительного искусства.
В 1968 году переходит на должность ассистента кафедры инженерной графики Хмельницкого технологического института бытового обслуживания (теперь ХНУ — Хмельницкий национальный университет).
С 1969 года работает в Хмельницких художественно-производственных мастерских Художественного фонда СССР. Принимает активное участие в развитии изобразительного искусства подольского края как член художественного совета, а затем и председатель художественного совета.
С 1973 по 1973 и потом  с 1977 по 1985 занимал должность главного художника Хмельницких художественно-производственных мастерских Художественного фонда СССР.
С 1986 году работал заместителем директора по научной работе в Хмельницком областном художественном музее.
В 2005 году возвращается в преподавательскую деятельность в Хмельницкий национальный университет.
Умер 6 сентября 2018 года, похоронен в городе Хмельницком.

## Творческая деятельность
Участник многих выставок как государственного так и международного уровня. Провел большое количество персональных выставок. Соответственно творческое достояние художника рассеялись по государственным музеям и частным коллекциям разных стран мира.
Работал над 6-ю музейными диорамами, посвященным Национально-освободительной войне 1648-1657 годов, Второй мировой войне, и участникам войны в Афганистане.
- Серии жанровой живописи:
  - «В жизни» (1967)[1]
  - «Первый урок» (1968)[1]
  - «Хлеб соль урожая» (1969)
  - «Материнство» (1979)
  - «На границе» (1978)[1]
  - «На заставе» (1978)
  - «Без права на ошибку» (1982)
  - «Проскуров освобожден!» (1985)[1]
- пейзажи
  - «Перед грозой» (1969)
  - «Весна» (1978)
  - «Осень в Карпатах» (1978)
  - «Летний день» (1981)
  - «Карпаты» (1988)
  - «Зимой» (1990)
  - «Серый день в Каменец — Подольском» (1997)
  - «Андреевская церковь» (2004)
  - «Причал» (2014)
- натюрморты
  - «Натюрморт с рыбой» (1970)
  - «Гладиолусы» (1985)[1]
  - «Маки» (1993)
  - «Пионы» (1994)
  - «Хризантемы» (2001)

## Звания и награды
2001 — Лауреат премии им. В.Розвадовского.
2005 — лауреат Хмельницької міської премії ім. Богдана Хмельницького.
2008 — Заслуженный художник Украины